# Rheinfels (Schiff, 1918)
Die 1926 angekaufte dritte Rheinfels der Deutschen Dampfschiffahrtsgesellschaft Hansa (DDG „Hansa“) gehörte zu einer Serie von vier Frachtschiffen, die 1926/27 von der Reederei von Furness, Withy & Co. erworben wurden. Die vier kurz vor Kriegsende in Großbritannien gebauten Dampfschiffe wurden 1938 an die Hamburg-Südamerikanische Dampfschiffahrtsgesellschaft weiterverkauft, wo sie mit Bahia beginnende Namen erhielten.

1939 gelang der in Bahia Castillo umbenannten Rheinfels der Blockadedurchbruch in die Heimat von Teneriffa über Murmansk. Anfang Mai 1940 wurde das Schiff als Truppentransporter im Kattegat vom britischen U-Boot HMS Narwhal torpediert. Die schwer beschädigte Bahia Castillo konnte zwar nach Kiel eingeschleppt werden, war aber ein wirtschaftlicher Totalschaden und wurde abgewrackt.

## Geschichte des Schiffes
Die dritte Rheinfels der DDG „Hansa“ hatte zwei Namensvorgängerinnen.

Die erste bei Sunderland Shipbuilding Co. Ltd. gebaute Rheinfels von 2867 BRT war ein Schiff der Trifels-Klasse, das von 1889 bis 1904 im Einsatz der DDG „Hansa“ war. Seit 1908 unter italienischer Flagge, war sie als Febo am 18. Dezember 1921 vor Alexandria durch Strandung verloren gegangen.

Die zweite Rheinfels war ein bei Swan, Hunter & Wigham Richardson gebautes Frachtschiff von 5512 BRT der Rheinfels-Klasse, das von 1905 bis 1914 im Einsatz war. 1914 vor Bombay bei Kriegsausbruch aufgebracht, war es unter britischer Flagge bis zum Abbruch 1933 als Baxtergate im Dienst von Turnbull, Scott & Co.

Namensgeber der Schiffe war die Burg Rheinfels bei St. Goar.
Die dritte Rheinfels gehörte zur in England angekauften Prince-Klasse. Diese vier Schiffe waren von Furness, Withy & Co schon vor dem Ende des Ersten Weltkriegs im Rahmen eines Neubauprogramms der Reederei als größte Schiffe bei den britischen Werften Short Brothers in Sunderland und Palmer’s in Jarrow (South Tyneside) in Auftrag gegeben worden. Die Schiffe waren für den England-Mittelamerika-Dienst der Prince Line der Reederei vorgesehen.
Typschiff der Serie war die Gaelic Prince (´26: Rheinfels), der erste von Short gelieferte Neubau. Sie lief am 18. August 1917 vom Stapel. Der zweite Neubau von Short und die beiden von Palmers gefertigten Schiffe folgten erst 1918. Das Typschiff wurde am 11. April 1918 an Prince Lines Ltd., Newcastle, abgeliefert. Die drei Schwesterschiffe folgten zwischen Juni und Oktober 1918. Sie hatten eine Tragfähigkeit von über 10.000 tdw, waren 448,5 ft lang, 57,2 ft breit und hatten einen Tiefgang von bis zu 39,2 ft. Angetrieben wurden die Schiffe von Vierfach-Expansionsmaschinen von 3250 PS, die den Neubauten eine Höchstgeschwindigkeit zwischen 11 und 12 Knoten (kn) gaben.

### Einsatzgeschichte

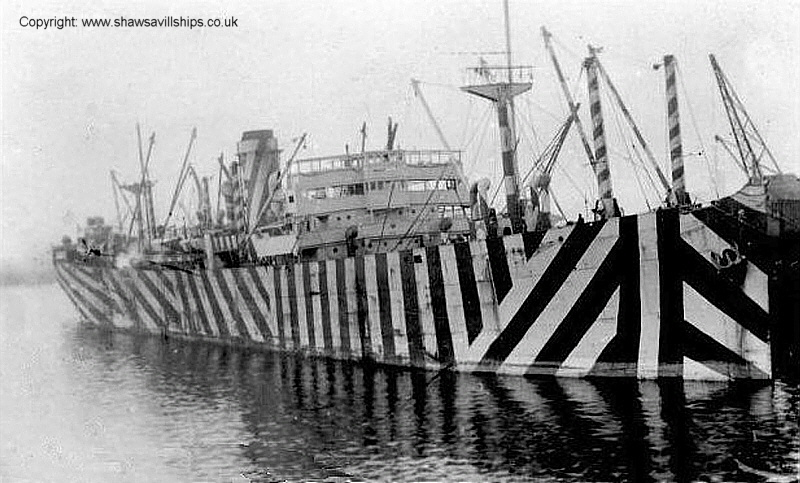
Die Gaelic Prince 1918

Die Neubauten der Prince Line kamen noch zu Kriegszeiten in Dienst und ihre ersten Einsätze wurden durch die letzten Kriegsanstrengungen und die folgenden Rückführungen bestimmt. Erstes Einsatzgebiet der Neubauten war so der Nordatlantik. Die Gaelic Prince zeichnete sich im August 1918 aus, als sie vom 9. bis 16. die USS Katrina Luckenbach (1918, 8074 BRT) über 1356 Meilen nach Newport News schleppte. Anfangs in einem Geleitzug waren beide Schiffe in Ballast auf dem Weg von Gibraltar zu US-Häfen. Auf der Katrina Luckenbach war die Maschine durch Wasser im Treiböl ausgefallen.
Am 9. Oktober 1919 wurde die Gaelic Prince vor New York von der USAT Antigone (ex Neckar) gerammt. Mit Schäden über und unter der Wasserlinie versuchte der britische Frachter flaches Wasser zu erreichen und setzte sich nahe dem Roamer Shoals Lighthouse auf Grund. Wieder gelang es Reederei der Gaelic Prince, eine Entschädigung zu erhalten. Ohne Gegner lief das Schiff dann am 30. März 1921 beim Great Round Shoal, Nantucket, auf und konnte erst nach acht Tagen wieder freikommen, nachdem man von der Ladung 900 t. flüssiges Kokosnußöl abgepumpt hatte. Das Öl verklumpte in der See und wurde von den Küstenbewohnern eingesammelt und über 400 t. von den Agenten der Reederei wieder aufgekauft.

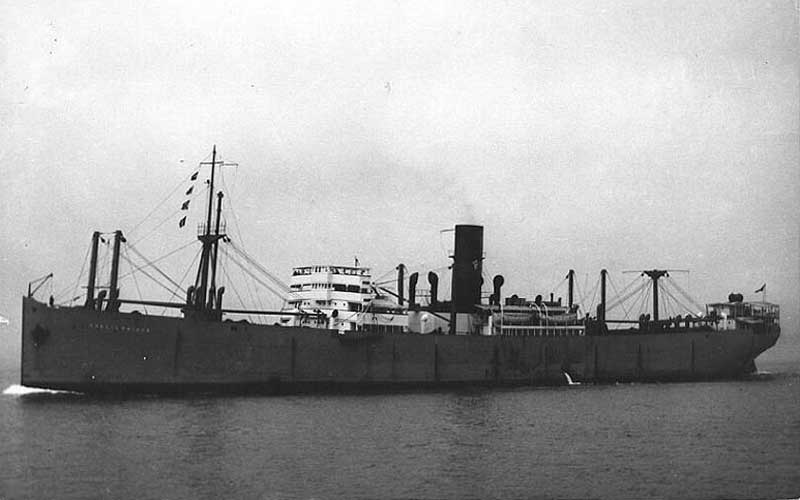
Die Gaelic Prince

Am 16. Juli 1926 rammte die Gaelic Prince 400 Meilen westlich von Bishop Rock bei dichten Nebel die Trelawny (1906, 3877 BRT) der Hain Steamship, deren Besatzung vor dem Untergang ihres Schiffes in Rettungsbooten zur Gaelic Prince übersetzen konnte.

### Unter deutscher Flagge
Die vier Schiffe vom Typ Gaelic Prince wurden dann von der Prince Line / Furness, Whithy & Co an die DDG „Hansa“ verkauft, die am 14. Oktober 1926 in Barry das Typschiff Gaelic Prince als erstes Schiff übernahm und am 10. November in Rheinfels umbenannte.

Am 6. November 1926 folgte die Übernahme der in Rabenfels umbenannten Slavic Prince in Birkenhead, der am 25. November 1926 in Immingham die in Schönfels umbenannte Celtic Prince folgte. Als letztes Schiff wurde dann am 15. März 1927 in Immingham auch noch das vierte Schiff, die Gothic Prince, als Sonnenfels übernommen.

Die Schiffe der Rheinfels-Klasse dienten auf den Hauptlinien der DDG „Hansa“ nach Ostindien ohne besondere Höhepunkte. Äußerlich sichtbare Veränderungen waren die höheren Masten und der Abbau der beiden Ladepfosten auf der Back. Ab April 1938 wurden die vier Schiffe an die Hamburg-Süd verkauft und in deren Dienst nach und nach umbenannt. Alle erhielten Namen die mit Bahia - begannen.
Die im Juni übertragene Rheinfels erhielt am 30. Januar 1939 den Namen Bahia Castillo, den von 1913 bis 1919 schon eines der großen Auswandererschiffe der Hamburg-Süd getragen hatte. Die 1919 an die Siegermächte ausgelieferte erste Bahia Castillo war 1922 von Hugo Stinnes Schiffahrt aus Großbritannien zurückgekauft worden und als General Belgrano bei der weitgehenden Auflösung der bestehenden Stinnes-Linien 1926 an die Hapag gelangt, die sie während der Weltwirtschaftskrise zum Abbruch verkaufte.
Die zweite Bahia Castillo der Hamburg-Süd lief am 27. August 1939 auf der Rückreise von Santos nach Hamburg nach Erhalt der ersten Warnnachricht QWA 7 über einen bevorstehenden Kriegsausbruch das spanische Santa Cruz de Tenerife an, das sie am 29. dann wieder verließ, um doch nach Deutschland zurückzukehren. Im Falle einer Kontrolle wollte man sich als niederländischer Dampfer Castill ausgeben. Am 16. September 1939 lief das Schiff im sowjetischen Murmansk ein, von wo es vom 13. bis 24. Oktober über Tromsø, Lødingen, Bergen und Haugesund nach Hamburg überführt wurde.

### Kriegsdienst
Noch 1939 wurde die Bahia Castillo zum Truppentransporter hergerichtet. Ursprünglich bei der Besetzung Norwegens als Schiff der Ausfuhrstaffel vorgesehen, wurde sie durch die Main ersetzt und als Reserveschiff der 3. Seetransportstaffel eingeteilt. Im Verlauf des Unternehmens Weserübung war sie am 15. April 1940 erstmals in Oslo. Auf ihrer dritten Fahrt nach Norwegen lief sie am 1. Mai 1940 mit Teilen des 136. Gebirgsjäger-Regiments der 2. Gebirgsdivision (1000 Mann und 390 Pferde) von Aalborg nach Oslo, als sie südöstlich von Skagen im Kattegat vom britischen Unterseeboot HMS Narwhal torpediert wurde. Durch den Treffer am Heck verlor sie das Ruder und den Propeller. An Bord starben 32 Gebirgsjäger und 60 Pferde. Die im Geleitzug mit ihr laufende Buenos Aires (1911, 6097 BRT) mit 1000 Mann und 220 Pferden wurde beim selben Angriff auch getroffen und sank nach drei Stunden (20 Tote und alle 220 Pferde). Die Kreta (1923, 2359 BRT) mit 477 Mann und 196 Pferden und die Wiegand (1922, 5869 BRT) entkamen unbeschädigt.

Die Bahia Castillo wurde erst nach Frederikshavn eingebracht und vom 8. bis 11. Mai weiter nach Kiel geschleppt.

Am 31. August 1940 wurde das zum wirtschaftlichen Totalschaden erklärte Schiff zum Abbruch verkauft, der im folgenden Monat begann.

### Die Schiffe derRheinfels-Klasse
| Name           | Bauwerft               | BRT tdw     | Stapellauf in Dienst  | weiteres Schicksal |
| Rheinfels (3)  | Short Bros. BauNr. 395 | 8579 10.670 | 18.08.1917 14.10.1926 | ex Gaelic Prince, England-Mittelamerika-Dienst, 1926 angekauft, Ostindiendienst, im Juni 1938 verkauft an Hamburg-Süd: Bahia Castillo (1939 umbenannt), 29. August bis 16. September 1939 Blockadedurchbruch aus Santa Cruz de Tenerife nach Murmansk, 13. bis 24. Oktober 1939 Überführung nach Hamburg, am 1. Mai 1940 mit Gebirgstruppen auf dem Weg nach Oslo nahe Skagen torpediert, nicht repariert, 1940 Abbruch                                                                                          |
| Rabenfels (2)  | Palmer’s BauNr. 865    | 8563 10.680 | 25.07.1918 6.11.1926  | ex Slavic Prince, England-Mittelamerika-Dienst, 1926 angekauft, Ostindiendienst, im Mai 1938 verkauft an Hamburg-Südamerikanische Dampfschiffahrts-Gesellschaft: Bahia Laura (09.06.1938 umbenannt), 14. Oktober bis 5. Dezember 1939 Blockadedurchbruch aus Buenos Aires über Montevideo nach Hamburg, August bis Dezember 1940 für Unternehmen Seelöwe vorgesehen, ab 25. April 1941 Truppentransporter, am 30. August 1941 auf dem Weg nach Kirkenes durch die Trident torpediert und gesunken, über 450 Tote |
| Schönfels (2)  | Short Bros. BauNr. 396 | 8559 10.670 | 13.02.1918 25.11.1926 | ex Celtic Prince, England-Mittelamerika-Dienst, 1926 angekauft, Ostindiendienst, im Juli 1938 verkauft an Hamburg-Süd: Bahia Blanca (1938 umbenannt), 9. Dezember 1939 aus Rio de Janeiro zum Blockadedurchbruch mit einer Ladung von Eisenerz, Tabak und Kaffee, 9. Januar 1940 in der Dänemarkstraße Kollision mit einem Eisberg, 11. von der Newcastle gestoppt und versenkt, 62-köpfige Besatzung mit isländischem Fischdampfer nach Island                                                                  |
| Sonnenfels (2) | Palmer’s BauNr. 864    | 8552 10.580 | 23.05.1918 15.03.1927 | ex Gothic Prince, England-Mittelamerika-Dienst, 1927 angekauft, Ostindiendienst, im September 1938 verkauft an Hamburg-Süd: Bahia Camarones (2. Januar 1939 umbenannt), 1939 in der Heimat, Oktober 1939 bis Ende Juli 1940 Sperrbrecher I (nicht Sperrbrecher 1, ehemals Saar) der Kriegsmarine, Juni/Juli 1941 und April/Mai 1942 Marine-Transporter, mit einer Kohlenladung aus Gotenhafen am 12. Januar 1945 durch die Zerstörer Onslow und Orwell vor Egersund versenkt                                     |